# Eriolaena kwangsiensis
Eriolaena kwangsiensis är en malvaväxtart som beskrevs av Hand.-mazz.. Eriolaena kwangsiensis ingår i släktet Eriolaena och familjen malvaväxter. Inga underarter finns listade i Catalogue of Life.